# EMD AEM-7
EMD AEM-7 기관차는 미국 워싱턴 DC와 보스턴을 잇는 노스이스트 코리더 및 필라델피아와 해리스버그를 잇는 키스톤 코리더에 사용하는 기관차이다. 1978년부터 1988년까지 EMD에서 제조하였고, 전장품은 대부분 ASEA에서 제작하였다. 영업 최고 속도 201km/h, 출력 7000hp(5,200kW)의 고속 전기기관차이다.

## 배경
1970년대 중반 암트랙은 펜실베이니아 철도 GG1 기관차의 후속작을 찾고 있었다. 이를 위해서 유럽 기관차를 사용할 예정이었다. 1977년 알스톰과 ASEA의 기관차를 대여하여 시험해 보았다. CC 21000 기관차는 X996, Rc4 기관차는 X995라는 번호를 부여하여 운행하였다. 시험 운행 결과 Rc4 기관차를 선정하였으며, AEM-7의 기반이 되었다. 암트랙은 1977년 30량의 AEM-7 기관차(주문 번호 776073)를 주문하였고, 1980년 17량 더 주문하였다(주문 번호 806004).

### 생산
1978년부터 EMD에서 제작을 시작하였다. 차체는 BUDD에서 제작하였고, 전장품은 ASEA에서 수입, 최종 조립은 EMD에서 하였다. 첫 AEM-7 900호 기관차는 1979년 납입되어 운행을 시작하였다. 1980년부터 1982년까지 46량이 추가로 납입되었고, 1983년 GG1 기관차가 퇴역하였다. 1987년 7량 더 주문하였고(주문 번호 876006) 이는 1988년 납입되었다.

## 영업
암트랙에서 주문한 54량 중 폐차된 차량을 제외하면 총 49량이 운행 중이다. MARC 트레인과 SEPTA는 각각 4량과 7량의 AEM-7을 소유하고 있으며, 통근 열차에 사용하고 있다. MARC 차량은 1986, SEPTA 차량은 1987년에 생산되었다. 2006년 10월 키스톤 코리더 선로 개량 이후 푸시-풀 운전을 시작하였다.

## 개조

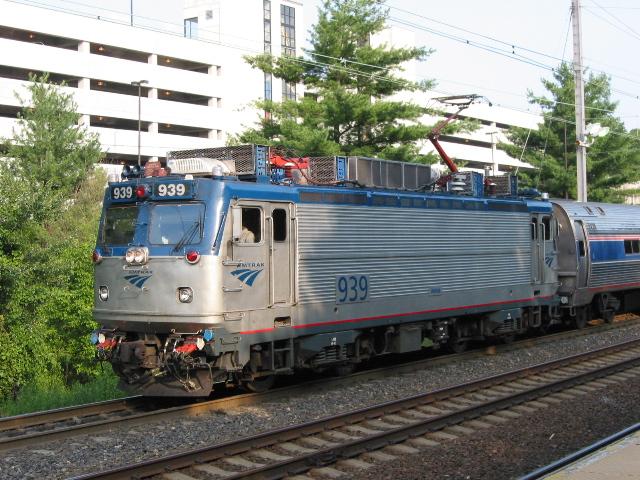
AEM-7 AC 기관차

1999년 암트랙과 알스톰은 AEM-7 기관차를 개조하였다. 알스톰에서 교류 전동기, 전기 캐비넷, 변압기, 객차 전원 공급 장치, 운전석 장치를 공급하였다. 델라웨어주 윌밍턴에서 알스톰 관계자들의 입회 하에 암트랙에서 개조 작업을 진행하였다.
수냉식 IGBT 전원 모듈로 개조되었고, 총 출력 5MW와 객차 전원용 1MW를 공급할 수 있다. 이는 12량의 객차에 공급할 수 있는 전원을 제공한다. 운전석 디스플레이는 2개 장착되었으며, 한 쪽은 주 기능을 수행하고 다른 쪽은 고장 상황을 표시한다. 이렇게 개조된 기관차는 AEM-7 AC로 불리며, 자금 부족으로 2002년 10월에 개조가 중단되었다. 1999년부터 2002년까지 29량이 개조되었고, 2006년 이 중 5량이 재생 절차를 거쳤다.
개조 기관차는 지붕의 기기 배치가 달라졌으며, 기관차 종소리가 달라졌다.

## ALP-44
ALP-44 기관차는 스웨덴 ABB에서 1990년부터 1996년까지 제작한 기관차이다. NJT에만 납입된 기관차이며, Rc6/Rc7 기관차를 기반으로 하기 때문에 Rc4 기반인 AEM-7과 비슷해 보일 수도 있다. SEPTA 측에 있는 1량은 노리스타운 고속선 차량 반입 지연에 따른 보상으로 제공되었으며, AEM-7 기관차와 호환 가능하다.

## 사고
1987년 1월 4일 900, 903호 기관차가 메릴랜드주 체이스에서 콘레일 화물 열차와 충돌하여 폐차되었다. 913호 기관차는 2000년 11월 화재로 전소되었고, 2003년 2월 차적에서 삭제되었다. 930호 기관차는 2003년 6월 29일, 922호 기관차는 2003년 7월 8일, 910호 기관차는 2007년 10월 5일 전소되었다.

## 대체
앰트랙에서는 2013년부터 신형 ACS-64 전기기관차를 도입하여 AEM-7과 HHP-8을 순차적으로 대체하고 있다. HHP-8은 2014년 11월 모두 대체되었고, AEM-7도 개조되지 않은 기관차부터 차례로 대체하고 있다. 개조되지 않은 기관차는 2015년 4월 모두 퇴역하였고, 개조 기관차들도 2016년 6월 18일 임시열차 운행을 마지막으로 모두 퇴역할 예정이다.
동일한 기종을 운용중인 MARC와 SEPTA도 대체 기관차를 물색중이다. MARC는 2017~2018년 사이에 SC-44 디젤-전기기관차가 반입되어 자사의 전기기관차를 모두 대체할 예정이며, SEPTA는 2018~2019년 사이에 앰트랙과 동일한 기종인 ACS-64 기관차가 반입될 예정이다.

## 같이 보기
- SJ Rc
- ABB ALP-44